# Clausius (Einheit)
Das Clausius (Einheitenzeichen: Cl) ist eine veraltete und (seit 1978) nicht mehr gesetzliche Einheit der Entropie. Sie ist benannt nach dem Entdecker der Entropie, dem deutschen Physiker Rudolf Julius Emanuel Clausius.
1 Cl = 1 cal/Grad = 4,1868 Joule/Kelvin (J/K)
Je nach der zugrundegelegten Definition der Kalorie hatte auch das Clausius einen anderen Wert in SI-Einheiten.